# Монетная (станция)
Моне́тная — станция Свердловской железной дороги, находится на линии Екатеринбург — Егоршино — Устье-Аха в посёлке Монетном Берёзовского муниципального округа Свердловской области. Входит в Екатеринбургский центр организации работы железнодорожных станций ДЦС-2 Свердловской дирекции управления движением. По характеру работы является промежуточной, по объёму работы отнесена к 5 классу.
На станции имеется деревянное здание вокзала с печным отоплением, здание поста ЭЦ, водонапорная башня.
На станции заканчивается контактная сеть электрифицированного участка Шарташ — Монетная. Движение поездов в направлении станции Егоршино осуществляется только тепловозной тягой. Примыкающие перегоны в обоих направлениях однопутные.
Пассажирская платформа — одна боковая у 2-го станционного пути, ближайшего к зданию вокзала. В ряде случаев (например, при скрещении встречных маршрутов) приём пригородных поездов производится на I главный путь станции, и посадка-высадка пассажиров осуществляется непосредственно с междупутья I и 2-го путей.
К станции примыкают подъездные пути необщего пользования: Монетного трактороремонтного завода, завода по вторичной переработке алюминия «СЕАЛ и К» (ранее — Монетного торфопредприятия), топливной базы ООО «Октан-К», ДПКС-705.

## Пассажирское сообщение
На станции останавливаются пригородные поезда, курсирующие на участке Екатеринбург – Егоршино (всего 5 пар в сутки). После проведения электрификации участка Шарташ — Монетная в 2003 году некоторое время осуществлялось курсирование электропоездов из Екатеринбурга (2 пары в сутки) с оборотом по станции, отменённое с 2006 года.